# Arno Herzig
Arno Herzig (ur. 19 czerwca 1937 w Wambierzycach) – niemiecki historyk, specjalista z zakresu historii nowożytnej, znawca dziejów Śląska.
Dzieciństwo spędził w Gorzanowie na ziemi kłodzkiej. W 1946 wraz z matką został wysiedlony do zachodnich Niemiec.
Herzig po maturze w jednej z najstarszych szkół w Niemczech, założonym w 815 Gymnasium Josephinum w Hildesheim, studiował historię, germanistykę i geografię na uniwersytecie w Würzburgu. W 1965 doktoryzował się, a w 1973 habilitował. Był profesorem na uniwersytetach w Essen i Hamburgu.
Brał udział w wielu projektach badawczych z zakresu historii reformacji i rekatolicyzacji, historii społecznej i politycznej Niemiec w XVIII i XIX wieku, stosunków niemiecko-żydowskich, a także historii Śląska. Jest członkiem Historische Kommission für Schlesien (Komisji Historycznej Śląska), Kręgu Leo Baecka oraz Polsko-Niemieckiego Towarzystwa Uniwersytetu Wrocławskiego.
Od wielu lat prowadzi wspólne badania z naukowcami polskimi, przede wszystkim z Uniwersytetu Wrocławskiego. Ich efektem są liczne publikacje, także w języku polskim. Publikacje Herziga na tematy śląskie spotykają się z uznaniem recenzentów, którzy podkreślają ich wysoki poziom naukowy, obiektywność w przedstawianiu skomplikowanych losów regionu. Z okazji 70. rocznicy urodzin polscy przyjaciele i współpracownicy przygotowali księgę pamiątkową pod tytułem: Z Gorzanowa w świat szeroki. Studia i materiały.
W 2010 Herzig, za swoje dokonania i monografie dotyczące Śląska, został laureatem polsko-niemieckiej Nagrodą Kulturalną Śląska Kraju Związkowego Dolna Saksonia (Kulturpreis Schlesien des Landes Niedersachsen). Cieszy się także wielkim uznaniem w swoim rodzinnym regionie, na ziemi kłodzkiej.
W jego popularnonaukowej broszurze z 2010 pt. Żydowskie życie w Niemczech pojawił się w wyniku błędnego opracowania redakcyjnego zwrot „polskie obozy koncentracyjne” odnoszący się do niemieckich obozów koncentracyjnych w okupowanej Polsce. W sprawie tej interweniowało polskie Ministerstwo Spraw Zagranicznych. Nakład broszury został natychmiast wycofany przez wydawcę (Bundeszentrale für Politische Bildung), a jej nowe wydanie zawiera już poprawną terminologię.

## Publikacje
- Śląsk i jego dzieje, Współautorzy:, Małgorzata Ruchniewicz, Krzysztof Ruchniewicz, Wydawnictwo Via Nova, Wrocław 2012, 304 s., ISBN 978-83-60544-91-4.
- Die Geschichte der Juden in Deutschland. Ellert & Richter, Hamburg 2007, ISBN 3-8319-0264-X.
- Dzieje Ziemi Kłodzkiej. Współautorka Małgorzata Ruchniewicz, Hamburg-Wrocław 2006, ISBN 3-934632-12-2.
- W kraju Pana Boga. Źródła i materiały do dziejów Ziemi Kłodzkiej od X do XX wieku. Współautorka Małgorzata Ruchniewicz, Kłodzko 2003, ISBN 83-916830-3-6, wydanie II – poprawione i uzupełnione, 2010, ISBN 978-83-60478-13-4.
- Jüdische Geschichte in Deutschland: von den Anfängen bis zur Gegenwart. Bpb, Bonn 2005, ISBN 3-89331-612-4.
- Jüdische Quellen zur Reform und Akkulturation der Juden in Westfalen. Aschendorff, Münster 2005, ISBN 3-402-05762-X.
- Schlesische Lebensbilder / Bd. 8. Schlesier des 14. bis 20. Jahrhunderts. 2004, ISBN 3-7686-3501-5.
- Glaciographia Nova: Festschrift für Dieter Pohl. DOBU, Wiss. Verl. Dokumentation und Buch, Hamburg 2004, 1. Aufl., ISBN 3-934632-05-X.
- Hrsg.: Judentum und Aufklärung: jüdisches Selbstverständnis in der bürgerlichen Öffentlichkeit, Vandenhoeck und Ruprecht, Göttingen 2002, ISBN 3-525-36262-5.
- Konfession und Heilsgewissheit: Schlesien und die Grafschaft Glatz in der frühen Neuzeit. Verl. für Regionalgeschichte, Bielefeld 2002, ISBN 3-89534-459-1.
- Jüdische Geschichte in Deutschland: von den Anfängen bis zur Gegenwart.Beck, München 2002, 2., durchges. und aktualisierte Aufl., Orig.-Ausg., ISBN 3-406-47637-6.
- Das unruhige Schlesien: Krisendynamik und Konfliktlösung vom 16. bis zum 20. Jahrhundert (Neue Forschungen zur Schlesischen Geschichte), Böhlau Verlag, Köln 2014, 424 s., ISBN 3-412-22392-1.
- Geschichte Schlesiens: Vom Mittelalter bis zur Gegenwart, C. H. Beck Verlag, München 2015, 128 s., ISBN 978-3-406-67665-9.
- Mała historia Ziemi Kłodzkiej. Współautorka Małgorzata Ruchniewicz, Senfkorn Verlag, Görlitz 2015, 98 s.